# 국가비
국가비(본명: 국가브리엘라, 스페인어: Gabriela Kook, 1988년 10월 8일 ~ )는 요리 연구가이며, 유튜버이다.

## 일대기
마스터셰프 코리아 시즌 3에 출연해 준우승을 하였다. 한국인 부모를 따라 아르헨티나에서 태어나고 생후 몇개월 후 곧바로 스페인으로 건너가서 유년기를 보냈으며 미국에서 청소년기를 보냈다. 그리고 프랑스로 유학가서 르 꼬르동 블루를 졸업했다.
미국에서는 캘리포니아 애너하임에 있는 Brookhurst Junior High School에 재학했다.
'가비'란 이름은 스페인어 이름인 '가브리엘라'를 줄여 부르는 애칭이다. 현재 조쉬 캐럿과 결혼해 남편의 고향인 영국 런던에서 거주중이다. 대한민국의 속인주의 국적법과 아르헨티나의 속지주의 국적법에 의하여 대한민국, 아르헨티나의 이중국적을 가지고 있다.
다만 국가비는 오직 한국 여권만을 사용하며, 대외적으로 자신을 한국인이면서 동시에 다양한 국가에 살면서 여러 언어와 문화를 경험하며 자란 TCK로 소개하고 있다. 또한 자신을 한번도 아르헨티나인으로 생각해본 적이 없고, 한번도 아르헨티나 국적을 사용해본 적도 없다고 말하였다.
2020년 10월 기준으로 영국 영주권이 없으며 배우자 비자로 영국에서 거주하고 있다고 밝혔다.

## 논란 및 사건 사고

### 국가비 자가격리 위반 논란
2020년 10월, 질병의 치료를 위해 한국에 입국하여 자가격리 기간 중, 지인을 집 앞 현관으로 불러 현관 앞에서 조촐한 생일 파티를 하고, 이 영상을 유튜브에 올려 논란이 되었다. 이에 대해 국가비측은 사과문에서 "보건소에게 문의 결과 그 정도는 괜찮다고 했다"며 해명했지만 국가비는 한국으로 입국할 때 2주 동안 자가격리를 경찰은 “자가격리는 외부와 차단된 상태여야 하므로, 집에 있는 상태에서 다른 사람을 초대하는 행위도 감염병예방법 위반 행위에 해당한다”고 말했다.
마포 보건소는 국가비의 행동에 대해 경찰에 조사를 의뢰했다고 밝혔고, 논란이 일자 해당 영상을 삭제 또는 비공개 처리하고 자신의 부주의와 불충분한 사과 및 국가비 자신의 입장만을 생각한 점에 대해서, 자신이 미숙하게 행동한 점에 대해서 부끄럽다고 사과했다.
결국 2020년 12월 28일에 서울 마포경찰서는 국가비의 감염병 위반 혐의로 검찰에 송치되었다.
이에 대한 반응은 싸늘했으며, 인스타그램에는 많은 비난을 받고 있다.

## 가족관계
- 배우자 : 조슈아 캐럿 (1989년 5월 14일 ~)
- 자녀 : 딸 줄리 캐럿 (2024년 8월 13일 ~)

## 같이 보기
- 영국남자 조쉬